# HJäLP!
För andra betydelser se Hjälp
HJäLP! var en svensk skämttidning som började ges ut 1962 med G. Hjertstrand, Valfrid Pedersen och senare Lasse O'Månsson som ansvariga utgivare. Tidningen utkom till och med 1971.
HJäLP! var systertidning till Svenska Mad, som O'Månsson också var redaktör för sedan starten i september 1960, men var mer av vuxen- och veckotidningskaraktär. Tidningen HJäLP! var den svenska versionen av den amerikanska skämttidningen HeLP!.
Tidningen innehöll många svenska bidrag av bland andra Hasse Alfredson, Tage Danielsson, Hans Arnold, Sandro Key-Åberg, Bengt Sahlberg, Bertil Pettersson, Beppe Wolgers, Swerre Nygren och Birgitta Andersson, men även internationella namn som exempelvis John Lennon.